# Јожеф Ваго
Јожеф Ваго (мађ. Vágó József; Дебрецин, 30. јун 1906 — 26. август 1945) био је мађарски фудбалски дефанзивац који је играо за Мађарску на Светском првенству у фудбалу 1934. године. Играо је и за Дебрецин.